# Skullboogey
Skullboogey ist eine vierköpfige deutsche Stoner Rock-Band aus dem Rhein-Main-Gebiet, die 1998 von Stefan Wendling gegründet wurde. Der Multiinstrumentalist startete Skullboogey erst als Soloprojekt. Um die Musik aber auch Live umsetzen zu können, kamen Jens Urban an der Leadgitarre, Christian Zickmann am Bass und Michael Joa am Schlagzeug dazu. Stefan Wendling ist nicht nur als Sänger und Gitarrist tätig, sondern auch Songwriter und Produzent der Band. Bisher veröffentlichten sie vier Alben und diverse Demos.

## Geschichte
Im Jahr 1998 gründete Stefan Wendling die Band Skullboogey zunächst als Soloprojekt mit Gesang, Gitarre, Bass und Schlagzeug, die er in einem Homerecording-Studio alle selbst einspielte. Danach kamen der Gitarrist Jens Urban und der Bassist Christian Zickmann dazu. Sie gehörten immer zur Besetzung von Skullboogey, anders als der ebenfalls im gleichen Jahr zur Band gestoßene Schlagzeuger Michael Joa, mit dem sie ihr Live-Debüt gaben und beim Emergenza Europe Newcomer-Festival antraten. Dieser gab den Posten als Schlagzeuger 2002 an Thomas Eifert ab.
Mit ihm zusammen traten sie bei verschiedenen Festivals auf und nahmen das Debütalbum Life is a Pity auf, welches gute Rückmeldungen seitens der Fachpresse bekam. 2004 stieß dann der neue Schlagzeuger Felix Brode zur Band und spielt diverse Konzerte u. a. auf dem Hessentag in Heppenheim. Schließlich kehrte Skullboogey 2005 zur Stammbesetzung mit Michael Joa am Schlagzeug zurück. So kamen sie auch ins Finale des Global Battle of the Bands in Düsseldorf. Nach vereinzelten Auftritten 2006 und 2007 veröffentlichten sie Mitte Februar 2008 ihr zweites Album Dead $ Sold, das durch Finest Noise und Cargo Records vertrieben wurde.
2009 verließ Schlagzeuger Michael Joa wieder die Band und wurde durch Ben Juelg ersetzt. Da Juelg erst während der Aufnahmen zu III zur Band stieß, wurde das Schlagzeug auf dem Album komplett von Stefan Wendling eingespielt. 2010 wurde das Album III ebenfalls bei Finest Noise und Cargo Records veröffentlicht. Skullboogey veröffentlichten ein Video zu „Spitting Blood“. 2013 spielen Skullboogey auf dem Metalfest Germany auf der Loreley, bevor die Band im Studio verschwand und mit den Aufnahmen für ein neues Album begann. Anfang 2014 erkrankte Sänger Stefan und die Aufnahmen zogen sich über das gesamte Jahr hin. Die Produktion des Albums lag diesmal in den Händen Juelgs. Live war die Band in dieser Zeit nicht aktiv.
Im August 2016 soll das neue Album Purified über 7hard erscheinen. Die Band produziert ein Video zu „Speedin' with the Devil“ mit Mario Stahn. Zur Album Promotion spielt die Band die kompletten Tracks des neuen Albums Live im Studio und filmt die Performance. Diese Videos werden im Vorfeld der Veröffentlichung auf dem Youtube-Channel der Band sowie bei Facebook veröffentlicht.
Im Jahr 2018 gab es wieder einen Wechsel an den Drums, da sich Ben Juelg nach fast 10 Jahren Skullboogey dazu entschlossen hat, sich voll und ganz seinem neuen Projekt April Art zu widmen. Für ihn kam Janis Heftrich, der schon mit Jens Urban in einer Tribute Band „Deep Zeppelin“ zusammen spielte.

## Diskografie
Alben
- 2003: Life Is a Pity
- 2008: Dead $ Sold
- 2010: III
- 2015: Purified
- 2024: Dirty Bones Rolling